# 켄싱턴 룬석
켄싱턴 룬석은 정면과 측면이 룬 문자로 덮여 있는 경사암의 90kg 판이다. 스웨덴계 미국인 올로프 올슨 오멘은 미네소타주 더글라스 솔렘 시골 마을에서 1898년에 그것을 발견했고 가장 가까운 정착지, 켄싱턴의 이름을 땄다고 주장했다.

## 같이 보기
- AVM 룬석, 켄싱턴 룬석의 위치 근처에 심은 위조물
- 비어드모어 유물, 켄싱턴 룬석과 관련됐다고 가정된, 캐나다에 있는 바이킹 시대의 유물
- 엘보 레이크 룬석, 미네소타에 심은 위조물
- 오클라호마 룬석, 오클라호마에 있는 룬스톤
- 나라간세트 룬석, 로드 아일랜드에서 가정된 위조물

## 참고 문헌
- Thalbitzer, William C. (1951). 《Two runic stones, from Greenland and Minnesota》. Washington: Smithsonian Institution. OCLC 2585531.
- Hall, Robert A., Jr. (1982). 《The Kensington Rune-stone is Genuine: Linguistic, practical, methodological considerations》. Columbia, SC: Hornbeam Press. ISBN 0-917496-21-3.
- Kehoe, Alice Beck (2005). 《The Kensington Runestone: Approaching a Research Question Holistically》. Waveland Press. ISBN 1-57766-371-3.
- “Kensingtonstenens gåta – The riddle of the Kensington runestone” (PDF). 《Historiska nyheter》 (스웨덴어영어) (Stockholm: Statens historiska museum) (Specialnummer om Kensingtonstenen): 16 pages. 2003. ISSN 0280-4115. 2009년 6월 17일에 원본 문서 (PDF)에서 보존된 문서. 2008년 12월 19일에 확인함.
- Anderson, Rasmus B (1920). “Another View of the Kensington Rune Stone”. 《Wisconsin Magazine of History》 3: 1–9. 2011년 3월 31일에 확인함.
- Flom, George T (1910). “The Kensington Rune-Stone: A modern inscription from Douglas County, Minnesota”. 《Publications of the Illinois State Historical Library》 (Illinois State Historical Society) 15: 3–44. 2011년 3월 31일에 확인함.